# Raveniola chinensis
Raveniola chinensis là một loài nhện trong họ Nemesiidae.
Raveniola chinensis được Kulczyński miêu tả năm 1901.